# El Shaddai

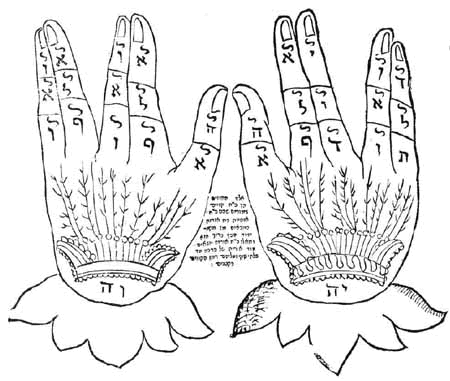
La position particulière des mains lors de la Birkat Hacohanim, forme la lettre hebraïque shin (ש), première lettre de Shaddai.

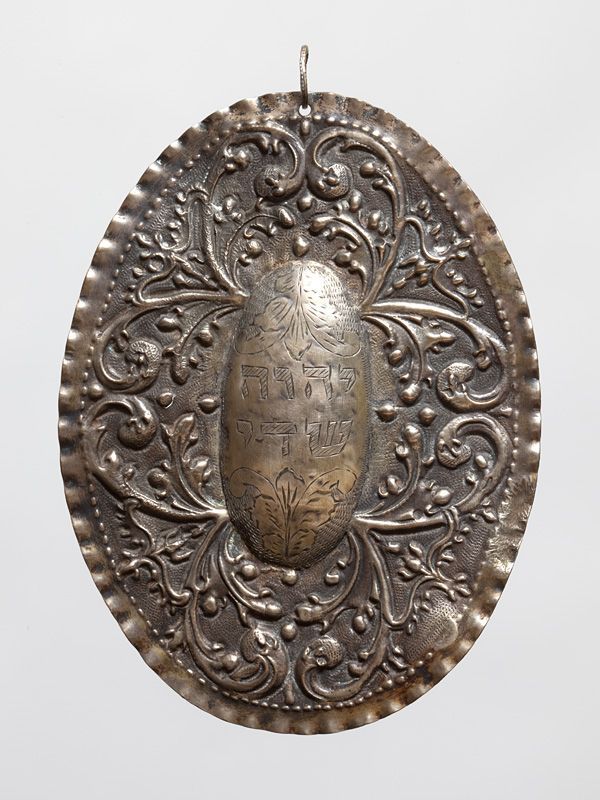
Pendentif en argent datant de la fin du 19e siècle avec l'inscription “YHWH” et "Schaddai". Dans la collection du Musée juif de Suisse.

El Shaddai, écrit aussi El Shadday (hébreu : אל שדי, /el ʃaˈdːaj/), est l'un des noms de Dieu dans le judaïsme. Il est traditionnellement traduit en « Dieu Tout-Puissant ».

## El Shaddai / Shaddaï dans la Bible
Le nom Shaddaï (écrit aussi Chaddaï) apparaît aussi bien en combinaison avec « El » qu'indépendamment de lui. Shaddaï est utilisé 33 fois comme Nom divin dans le Livre de Job, huit fois dans les livres du Pentateuque (dont six fois précédé du théonyme El), sa première occurrence étant dans le livre de la Genèse. Il s'agit probablement de l'auteur sacerdotal qui combine dans le livre de la Genèse l'ancienne appellation divine Shaddaï avec El.
Selon le livre de l'Exode, c'est le nom sous lequel Dieu est connu des patriarches Abraham, Isaac, et Jacob. Dans la Septante et d'autres anciennes traductions, il est majoritairement rendu par « Dieu Tout-puissant » (en grec : pantokrator), et c'est sous ces termes qu'il apparaît dans la traduction de Louis Segond. Auparavant traduit par « Puissant » dans la Traduction œcuménique de la Bible, il est simplement retranscrit tel quel depuis l'édition 2010 car les dernières études reconnaissent ne pas pouvoir proposer une traduction évidente.
Pour le bibliste Thomas Römer, le nom El Shadday est utilisé par le milieu sacerdotal lorsque Dieu se fait connaître aux Patriarches et ses descendants : à Abraham (donc à Isaac puis à Jacob, donc tout le "peuple d'Israël") ; mais aussi au premier fils d'Abraham, Ismaël (dont descendraient les tribus arabes) ; à Esaü (frère aîné de Jacob, dont descendraient les Édomites) ; ainsi qu'à Loth (neveu d'Abraham, dont descendraient les Moabites et les Ammonites). Cet emploi permet au milieu sacerdotal de justifier l'apparente proximité des peuples voisins d'Israël, qui connaissent par exemple la circoncision (Ismaël est circoncis à l'âge de 13 ans), moins éloignés d'eux que les autres peuples (qui ne connaissent pas le nom El Shadday, mais Élohim, "Dieu unique"), mais qui ne font pas partie de l'Alliance avec Dieu (exclusive aux seuls descendants de Jacob). Pour le milieu sacerdotal, il y aurait donc trois "niveaux" de connaissances de Dieu : Élohim (pour tous les peuples de la Terre), El Shadday (pour les peuples circoncis, comme les Arabes), et YHWH (seulement pour Israël, à partir du moment où il se présente ainsi à Moïse).
Aussi, El Shadday est le nom d'une divinité connue en Arabie au moment de la rédaction sacerdotale (mais présentée alors comme une forme archaïque du nom de Dieu).

## Shaddaï comme toponyme
Selon une hypothèse, Shaddaï est issu de la racine sémitique dont dérive aussi, en akkadien, les termes shadû, 'montagne' et shaddā`û ou shaddû`a, 'montagnard'. Cette théorie, popularisée par l'archéologue biblique William F. Albright, fut fortement mise en doute lorsqu'il fut noté que le renforcement du d n'est pas documenté avant la période néo-assyrienne. Toutefois, le renforcement en Hébreu (marqué par le daguesh) pourrait lui aussi être secondaire, puisque la Torah ne fut "ponctuée" qu'au Ier siècle de l'ère commune.
Selon cette théorie, Dieu habite une montagne mythique sainte. Or, le concept d'un dieu « montagnard » était loin d'être inconnu dans le Proche-Orient antique (cf. El), ni même dans l'Antiquité (cf. l'Olympe, le Parnasse, etc.). Éphrem le Syrien, auteur chrétien, donc bien ultérieur, place lui aussi le jardin d'Éden au sommet d'une montagne inaccessible. Le Sanat Kumara des Théosophes règne sur une cité-royaume inaccessible.
L'étymologie de Shaddaï peut provenir selon une autre hypothèse de l'hébreu sadèh, « plaine », « champ incultivable », « steppe », ce qui ferait de cet El une divinité maîtresse des steppes.

## Shaddaï comme théonyme
Une racine du mot pourrait être « shadad » (שדד), signifie « maîtriser, écraser, détruire », ce qui donnerait à Shaddaï la signification de « destructeur », l'un des aspects de Dieu (à comparer avec Shiva — le  « Bon », qui est le dieu « destructeur » — hara, dans la trinité hindoue, « créateur, préservateur, destructeur »).
Une autre hypothèse lie Shaddaï à shadayim (les seins),. Shaddaï symboliserait alors la fertilité de Dieu et sa bénédiction sur les animaux aquatiques et volatiles, puis les hommes. En effet, Shaddaï apparaît souvent dans un contexte de fécondité et de fructification (et aussi : avoir en suffisance, il suffit, je suis celui qui suffit, n'ayez pas d'autre Dieu, Je suffis...) : 
- Gen. 28:3 : Qu'El Shaddaï te bénisse, te rende fécond et te multiplie, afin que tu deviennes une multitude de peuples !
- Gen 35:11 : Je suis El Shaddaï : Sois fécond, et multiplie
- Gen 49:25 : C'est l'œuvre d'El Shaddaï qui te bénira des bénédictions des cieux en haut, des bénédictions des eaux en bas, des bénédictions des mamelles [shadayim] et du sein maternel [racham].

Shaddaï est aussi une cité amorrite de l'âge bronze récent, située sur les rives de l'Euphrate, en Syrie du Nord. Le site porte le nom de Tell eth-Thadyen. Thadyen est la formulation arabe moderne de l'ancien terme ouest-sémitique Shaddaï. Il a été conjecturé qu'El Shaddaï aurait été le El de la cité de Shaddaï, associé dans la tradition à Abraham. Selon l'hypothèse documentaire, ce serait l'inclusion ultérieure de la « geste d'Abraham » dans la Bible hébraïque qui y aurait amené ce nom du nord. On trouve aussi peut-être le titre de Shaddaï à Ougarit, où il n'est pas appliqué à El, mais à Shapsu, divinité solaire.
Sophie Kessler-Mesguich note que le terme Shaddaï est un théonyme archaïque, retrouvé dans les plus anciens passages de la Bible. Selon elle, "il s'agit sans doute d'un nom emprunté très anciennement à l'environnement cananéen et que l'on peut rapprocher du mot akkadien šadû", qui signifie "montagne".
Enfin on retrouve la racine divine šdy dans plusieurs inscriptions (šdyn - Shaddaïn dans les inscriptions de Deir Alla, ’l śdy dans les environs de Tayma, provenant de Bédouins sédentarisés et datant des Ve – IIIe siècle av. J.-C.). L'auteur sacerdotal introduit probablement le titre de el Shaddaï dans le récit biblique en utilisant l'épithète pour les divinités vénérées par des tribus arabes, avant que le nom de Yahweh soit révélé.

## Dans la tradition juive
Selon le Talmud (Haguiga, 14b), Shaddaï signifie "qui dit à Son monde assez!" (sheamar le'olamo daï).
Une interprétation midrashique en fait un acrostiche :  SHomer Dlatot Israel (Celui qui garde les Portes d'Israël). C'est pourquoi ce Nom est gravé sur les mezuzot, boîtiers comportant un parchemin avec un fragment du texte biblique, placés sur les linteaux des portes (excepté les lieux d'hygiène, comme la salle de bain ou les toilettes). Une autre interprétation rabbinique spécule, à partir de la vocalisation massorétique, qu’El Shaddai se traduit par « celui qui se suffit par lui-même ».